# Idade do Bronze

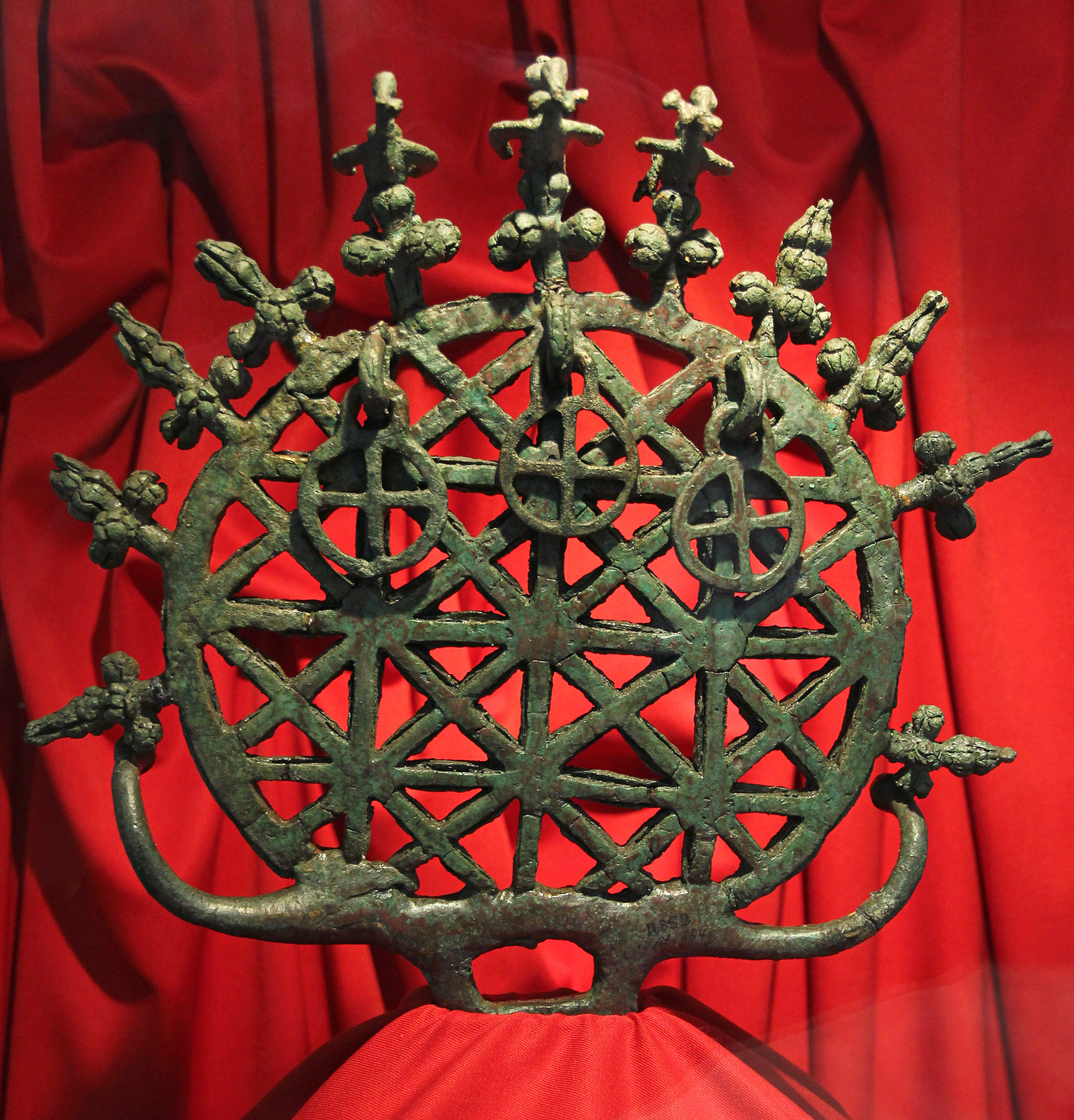
Um dos estandartes de bronze de Alaca Höyük de uma tumba pré-hitita datada do terceiro milênio a.C., do Museu das Civilizações da Anatólia, Ancara

A Idade do Bronze é um período da civilização no qual ocorreu o desenvolvimento desta liga metálica, resultante da mistura de cobre com estanho. Iniciou-se no Oriente Médio em torno de 3300 a.C., substituindo o Calcolítico, embora noutras regiões esta última idade seja desconhecida e a do bronze tenha substituído diretamente o período neolítico. Na África subsaariana, o neolítico é seguido da idade do ferro.
A Idade do Bronze foi um período de uso intenso de metais e de redes de desenvolvimento do comércio. A continuidade da produção de artefatos de bronze exigia longas rotas comerciais até as fontes de estanho.

## História

### Oriente Próximo
A Idade do Bronze no antigo Oriente Próximo começou com a ascensão da Suméria no quarto milênio a.C.. O antigo Oriente Próximo é considerado por alguns como o berço da civilização; e praticavam a agricultura intensiva durante todo o ano; desenvolveram um sistema de escrita; inventaram a roda de oleiro; criaram um governo centralizado, códigos de leis e impérios; e introduziram a estratificação social, a escravidão e a guerra organizada. Sociedades na região estabeleceram as bases para a astronomia e matemática.

#### Mesopotâmia
A Idade do Bronze da Mesopotâmia começou por volta de 3500 a.C. e terminou com o período cassita (c. 1 500–1 155 a.C.). As cidades do antigo Oriente Próximo abrigavam várias dezenas de milhares de pessoas. Ur, Quis, Isim, Larsa e Nipur na Idade do Bronze Média e Babilônia, Ninrude e Assur na Idade do Bronze Final também tinham grandes populações. O Império Acadiano (2 335–2 154 a.C.) tornou-se a potência dominante na região e, após sua queda, os sumérios desfrutaram de um renascimento com o Império Neo-Sumério. A Assíria já existia desde o século XXV a.C.; e se tornou uma potência regional com o Antigo Império Assírio (2 025–1 750 a.C.).
A primeira menção da Babilônia (então uma pequena cidade administrativa) aparece em uma placa do reinado de Sargão da Acádia no século XII a.C.. A dinastia amorita estabeleceu a cidade-Estado da Babilônia no século XIX a.C.. Mais de 100 anos depois, assumiu brevemente o controle de outras cidades-Estados e formou o breve Primeiro Império Babilônico durante o que também é chamado de Antigo Período Babilônico. Acádia, Assíria e Babilônia, todas usaram a língua acádica semítica oriental escrita para uso oficial e como língua falada. Naquela época, a língua suméria não era mais falada, mas ainda era de uso religioso na Assíria e na Babilônia, e assim permaneceria até o século I d.C.. As tradições acadiana e suméria desempenharam um papel importante na posterior cultura assíria e babilônica, embora a própria Babilônia (ao contrário da Assíria) tenha sido fundada por amorreus não nativos e frequentemente governada por outros povos não indígenas, como cassitas, arameus e caldeus, bem como seus vizinhos assírios.

#### Egito
No Antigo Egito, a Idade de Bronze começa no período protodinástico, c. 3 150 a.C.. A Idade do bronze arcaica do Egito, conhecida como a época Tinita, segue imediatamente a unificação do Baixo e Alto Egito, c. 3 100 a.C. É geralmente considerado abrangendo as primeira e Segunda dinastias, com duração a partir do período protodinástico do Egito até cerca de 2 686 a.C., ou o início do Império Antigo.

##### Dinastias na Idade de Bronze inicial
Com a primeira dinastia, a capital mudou-se de Abidos para Mênfis com um Egito unificado governado por um rei-deus. Abidos permaneceu como a maior terra santa no sul. As marcas da antiga civilização egípcia, como arte, arquitetura e muitos aspectos da religião, tomaram forma durante o período protodinástico. Mênfis no início da Idade de Bronze era a maior cidade da época.
O Império Antigo da Idade do Bronze regional é o nome dado ao período no terceiro milênio a.C. quando o Egito atingiu seu primeiro pico contínuo de civilização em complexidade e realizações - o primeiro de três períodos "imperiais", que marca os pontos altos da civilização no baixo Vale do Nilo (sendo os outros o Império Médio e o Império Novo).
O Primeiro Período Intermediário, descrito frequentemente como um "período negro" na história do antigo Egito, durou até cerca de 100 anos após o fim do Império Antigo, em torno de 2 181–2 055 a.C.. Muito poucas evidências monumentais sobrevivem deste período, especialmente da parte inicial do mesmo. O Primeiro Período Intermediário foi um período agitado, quando o governo do Egito foi dividido entre duas bases de poder concorrentes: Heracleópolis, no Baixo Egito, e Tebas, no Alto Egito. Estes dois reinos acabariam por entrar em conflito, com os reis de Tebas conquistando o norte, resultando na reunificação do Egito sob um único governante durante a segunda parte da décima primeira dinastia.

##### Dinastias da Idade de Bronze Média
O Império Médio durou de 2055–1650 a.C.. Durante este período, a culto fúnebre a Osíris ascendeu para dominar a religião popular egípcia. O período compreende duas fases: a 11ª Dinastia, que governou de Tebas, e a 12ª e 13ª dinastias que foram centradas em torno de Lixte. O império unificado já foi considerado como compreendendo as 11ª e 12ª dinastias, mas historiadores atuais pelo menos parcialmente consideraram a 13ª dinastia como pertencente ao Império Médio.
Durante o Segundo Período Intermediário, o Antigo Egito caiu em desordem pela segunda vez, entre o final do Império Médio e do início da Império Novo. É mais conhecido pelos Hicsos, cujo reinado compreendeu as 15ª e 16ª dinastias. Os hicsos apareceram pela primeira vez no Egito durante a 11ª dinastia, começaram sua escalada rumo ao poder na 13ª dinastia, e surgiram a partir do Segundo Período Intermediário no controle de Aváris e do Delta. Pela 15ª dinastia, governaram o Baixo Egito, tendo sido expulsos no final da 17ª dinastia.

### Europa

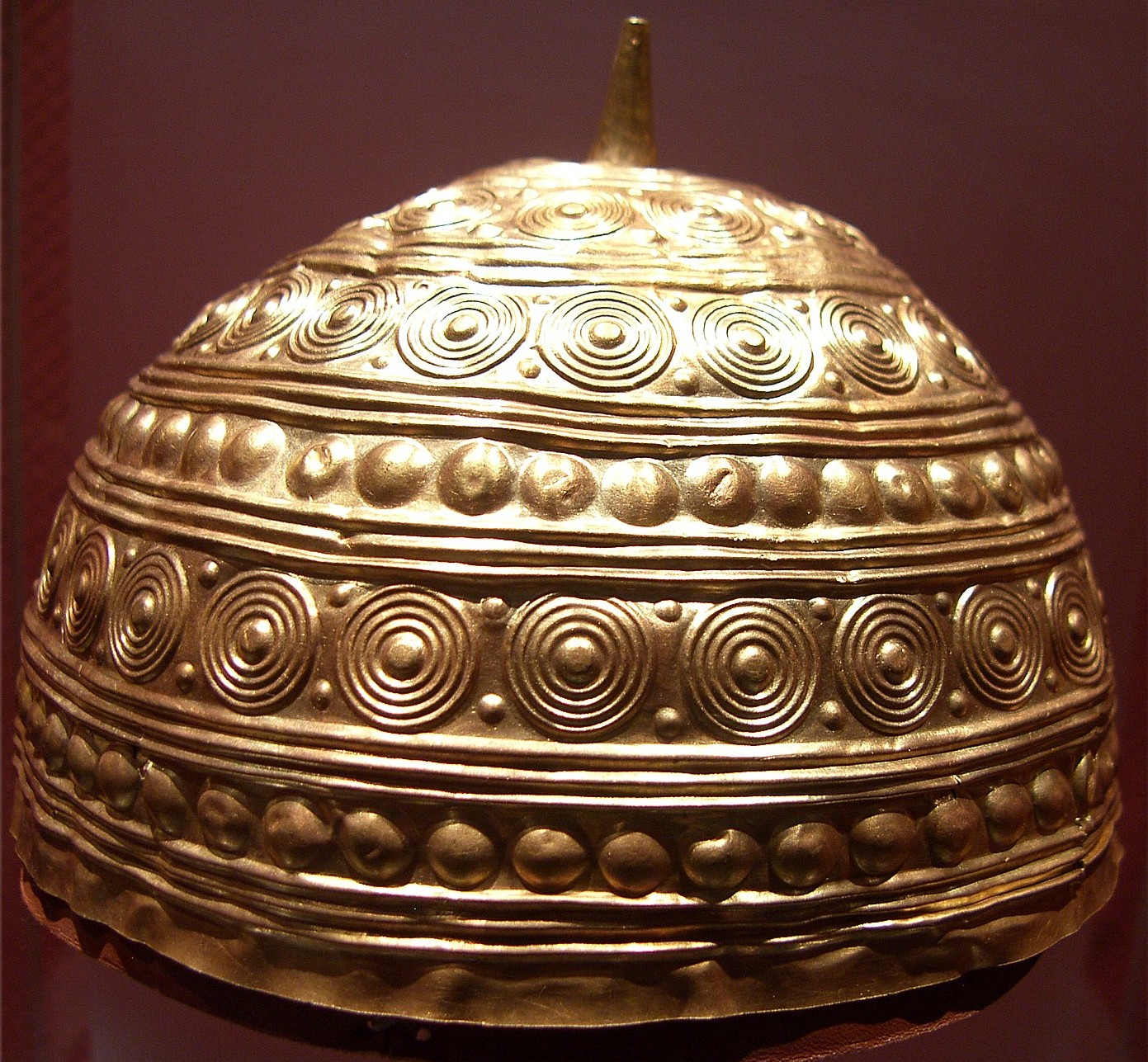
Capacete dourado da Idade do Bronze encontrado em Leiro, Galiza

No mar Egeu, estabeleceu-se uma área de intenso comércio do metal, por volta de 3 200 a.C., principalmente em Chipre, onde existiam minas de cobre, vindo o estanho das ilhas britânicas. Com isso, iniciou-se o desenvolvimento da navegação. O império minoico, substituído mais tarde pelo grego micênico, surgiu graças a este grande comércio.
Na Europa central, este período iniciou a partir de 1 800–1 600 a.C. (cultura de Únětice, cultura dos Campos de Urnas, cultura dos Túmulos), seguido do período 1 600–1 200 a.C., caracterizado pelo enterramento de cadáveres em túmulos, prática que demonstrava um alto grau de estratificação social.

No norte da Europa, a idade do bronze inicia-se em c. 1 700 a.C. (escandinávia, cultura das Terramaras e cultura lusaciana). Nesse período surgiu o comércio de âmbar, muitos petróglifos representando divindades e vida cotidiana, além de armas e joias.

Difusão da metalurgia na Europa e Anatólia. As regiões mais escuras são mais antigas

A idade do bronze atlântica compreende no período entre 1 300 a.C.–700 a.C. aproximadamente. Este complexo cultural incluía diferentes culturas Ibéricas, das Ilhas Britânicas e do Atlântico francês. Foi marcada em especial pelas trocas culturais e econômicas das culturas aborígenes sobreviventes que acabaram por se render aos Indo-Europeus da Idade do Ferro (majoritariamente Celtas) no final deste período.

### Ásia

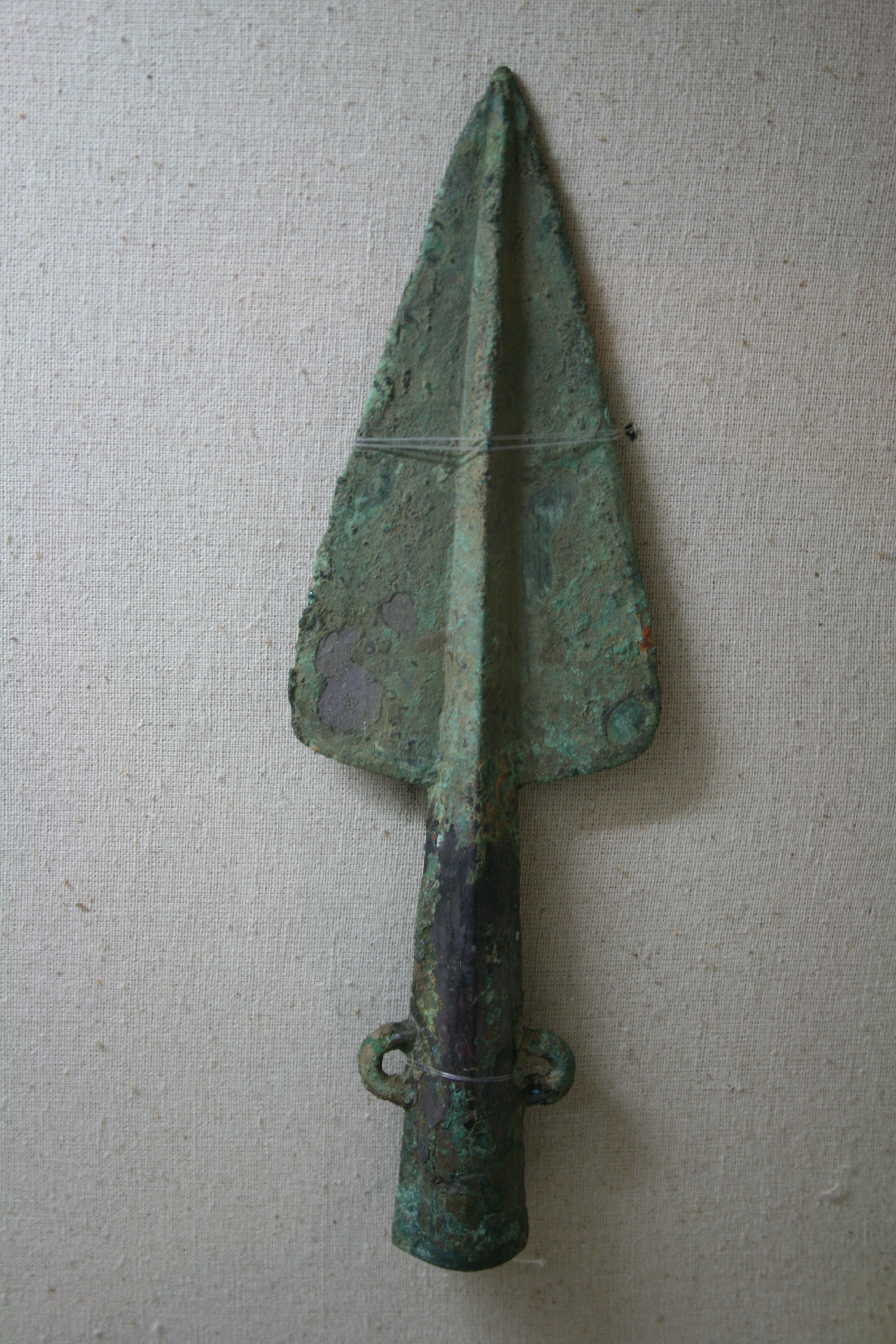
Ponta de lança feita de bronze na Dinastia Shang, na China, c. 1400-1100 a.C.

#### Ásia central

##### Agropastoralismo
Durante muitas décadas, os estudiosos fizeram referência superficial à Ásia Central como o "reino pastoral" ou, alternativamente, o "mundo nômade", no que os pesquisadores passaram a chamar de "vácuo da Ásia Central": um período de 5.000 anos que foi negligenciado nos estudos das origens da agricultura. As regiões de sopé e as correntes de derretimento glacial sustentaram os agropastoris da Idade do Bronze que desenvolveram complexas rotas comerciais leste-oeste entre a Ásia Central e a China, as quais introduziram o trigo e a cevada na China e espalharam milhete pela Ásia Central.

##### Cultura Arqueológica Báctria-Margiana
O Complexo Arqueológico Báctria-Margiana (CABM), também conhecido como civilização do Oxo, foi uma civilização da Idade do Bronze na Ásia Central, datada de c. 2.400–1.600 a.C., com núcleo localizado no atual norte do Afeganistão, leste do Turcomenistão, sul do Uzbequistão e oeste do Tadjiquistão, centrada no alto Amu Dária (Rio Oxo). Seus sítios foram descobertos e batizados pelo arqueólogo soviético Viktor Sarianidi (1976). Báctria era o nome grego para a área de Bactra, no que hoje é o norte do Afeganistão, e Margiana era o nome grego para a satrapia persa de Marguš, cuja capital era Merve, no atual sudeste do Turcomenistão.
Uma riqueza de informações indica que o CABM tinha relações internacionais estreitas com o Vale do Indo, o Planalto Iraniano, e possivelmente até indiretamente com a Mesopotâmia, e todas essas civilizações estavam muito familiarizadas com a fundição por cera perdida.
De acordo com estudos recentes, o CABM não foi o principal contribuinte para a genética posterior do Sul da Ásia.

##### Fenômeno de Seima-Turbino
As montanhas Altai, onde hoje é o sul da Rússia e o centro da Mongólia, foram identificadas como o ponto de origem de um enigma cultural denominado Fenômeno de Seima-Turbino. Conjectura-se que as mudanças climáticas nesta região por volta de 2000 a.C. e as mudanças ecológicas, econômicas e políticas que se seguiram, desencadearam uma migração rápida e massiva para oeste, para o nordeste da Europa, para leste, para a China, e para sul, ao Vietnã e a Tailândia através de uma fronteira de cerca de 6.400 km. Esta migração ocorreu em apenas cinco a seis gerações e levou povos da Finlândia, no oeste, à Tailândia, no leste, a empregarem a mesma tecnologia de metalurgia e, em algumas áreas, à equitação e criação de cavalos. Conjectura-se ainda que as mesmas migrações espalharam o grupo de línguas urálicas pela Europa e Ásia: cerca de 39 línguas deste grupo ainda existem, incluindo o húngaro, o finlandês e o estoniano. No entanto, testes genéticos recentes em locais no sul da Sibéria e no Cazaquistão (horizonte de Andronovo) apoiariam a disseminação da tecnologia do bronze através de migrações indo-europeias para o leste, uma vez que esta tecnologia já era bem conhecida há bastante tempo nas regiões ocidentais.

#### Sudeste asiático

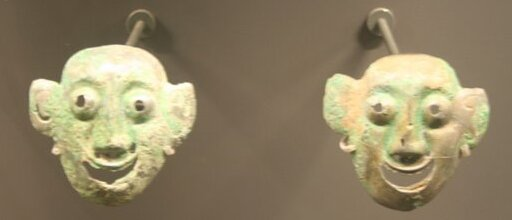
Máscaras de bronze da dinastia Shang (c. séc. XVI–XIV a.C.)

Na China, foi adotado na Dinastia Shang (segundo a tradição chinesa, começou em 1 766 e acabou em 1 122 a.C.).
Na Coréia, o início da Idade do Bronze foi por volta de 1 000–800 a.C., no período Gojoseon.
O arquipélago japonês a introdução do bronze ocorreu durante o início do período Yayoi (c. 300 a.C.), que viu a introdução da metalurgia e práticas agrícolas trazidas por colonos vindos do continente.

### Américas
A civilização Moche da América do Sul descobriu e desenvolveu independentemente a fundição de bronze. A tecnologia do bronze foi desenvolvida posteriormente pelos Incas e amplamente utilizada tanto para objetos utilitários quanto para esculturas.
Um aparecimento posterior de fundição limitada de bronze no oeste do México sugere o contato dessa região com as culturas andinas ou a descoberta separada da tecnologia. Os Calchaquís do noroeste da Argentina tinham a tecnologia do bronze.

## Comércio
O comércio e a indústria desempenharam um papel importante no desenvolvimento das antigas civilizações da Idade do Bronze. Com artefatos da Civilização do Vale do Indo sendo encontrados na antiga Mesopotâmia e no Egito, é claro que essas civilizações não estavam apenas em contato umas com as outras, mas também negociando umas com as outras. No início, o comércio de longa distância era limitado quase exclusivamente a bens de luxo como especiarias, têxteis e metais preciosos. Isso não apenas tornou as cidades com grandes quantidades desses produtos extremamente ricas, mas também levou a uma mistura de culturas pela primeira vez na história.
As rotas comerciais não existiam apenas por terra, mas também por água. As primeiras e mais extensas rotas comerciais eram sobre rios como o Nilo, o Tigre e o Eufrates, o que levou ao crescimento de cidades às margens desses rios. A domesticação de camelos em um momento posterior também ajudou a encorajar o uso de rotas comerciais por terra, ligando o vale do Indo ao Mediterrâneo. Isso ainda levou ao aumento do número de cidades em qualquer lugar e em todos os lugares onde houvesse um pit-stop ou porto de caravana para navio.

## Mitologia
Na mitologia grega, houve cinco eras do homem: a Idade do Ouro, na época em que Cronos era rei, a Idade da Prata, criada pelos deuses do Olimpo e destruída por Zeus porque eles não queriam adorar os deuses, a Idade do Bronze, criada por Zeus, quando usavam-se instrumentos de bronze e não se conhecia o ferro, a Era heroica, de homens chamados de semideuses, e a quinta, a Idade do Ferro, que continuou até os dias de Hesíodo.
Durante a Idade do Bronze se passa o Dilúvio de Deucalião.
Segundo Pausânias, durante a Era heroica, todas as armas eram de bronze; ele se baseou nos escritos de Homero e em relíquias preservadas até os seus dias, como a lança de Aquiles no santuário de Atena em Fasélide e a espada de Mêmnon no templo de Asclépio em Nicomedes.